# Jakubówka (Lublin)
Pour les articles homonymes, voir Jakubówka.
```

```

Jakubówka (prononciation [ jakuˈbufka]) est un village de la gmina de Nowodwór du powiat de Ryki dans la voïvodie de Lublin, situé dans l'est de la Pologne.
Il se situe à environ 4 kilomètres à l'ouest de Nowodwór (siège de la gmina), 9 kilomètres à l'est de Ryki (siège du powiat) et 58 kilomètres au nord-ouest de Lublin (capitale de la voïvodie).
Le village comptait approximativement une population de 268 habitants en 2009.

## Histoire
De 1975 à 1998, le village est attaché administrativement à la voïvodie de Siedlce.
Depuis 1999, il fait partie de la nouvelle voïvodie de Lublin.